# 高雄市私立中華藝術學校
高雄市私立中華藝術職業學校（英語：Chung-Hwa School of Arts），簡稱中華藝校，為一所位於中華民國高雄市鼓山區的技術型高級中等藝術學校，座落於內惟埤文化園區，緊鄰高雄市立美術館，環境優雅且具豐富的人文藝術氣息。
中華藝校擁有美術科、廣告技術科、時尚工藝科、多媒體動畫科、影劇科(表演藝術、電影電視廣播)、影劇技術科、舞蹈科、音樂科，提供了具有藝術性向及天賦的學生展現的舞台。
中華藝校為藝術群新課綱前導學校，發展藝術群各科課程，並擔任藝術群南區藝術資源中心學校，與國立各藝術大學、高師大等建立教育策略聯盟，引進藝術產業專家學者入校教學，提供學生豐富多元且合乎產業趨勢發展資源。

## 校史
- 1950年，呂福成獨資創立「高雄市私立建工高級補習學校」，設機械製圖科及機工科，呂福成擔任校長兼教師。
- 1954年，升格為「高雄市私立建工高級工業職校」。
- 1962年，改制為「高雄市私立建功高級中學」。
- 1988年，改制為「高雄市私立中華藝術學校」。
- 1999年，成立高雄市中華藝術學校附設雙語藝術小學。

## 教學單位
| 美術科 | 廣告設計組 | 造形藝術組 |

| 多媒體動畫科 | 多媒體設計組 | 動畫創作組 |

| 時尚工藝科 | 創藝工藝組 | 時尚設計組 |

| 影劇科 | 表演藝術組 | 影劇技術組 | 大眾傳播組 |

| 舞蹈科 | 舞蹈組 | 街舞組 |

| 音樂科 | 國樂組 | 西樂組 | 應用音樂組 |

## 小學部
- 張國甫：第37屆金馬獎最佳創作短片得主
- 陳怡吟：藝名圓圓，好事聯播網（港都電台、好事989）節目主持人、活動主持人，音樂科畢業[1]
- 陳秉立：藝名阿翔，第46屆金鐘獎最佳綜藝節目主持人獎、浩角翔起成員，影劇科畢業
- 朱芷瑩：第50屆金鐘獎金鐘獎最佳戲劇節目女主角獎
- 陳建瑋：金曲獎最佳台語男歌手獎、最佳台語專輯獎得主
- 林宗興：第一季超級偶像季軍
- 葉瑋庭：第二屆超級星光大道季軍
- 陳雅珍：台語演唱團體南台灣小姑娘成員
- 尤姿涵：台語演唱團體南台灣小姑娘成員
- 吳淑敏：台語女歌手
- 吳汶芳：創作女歌手
- 周蕙：國語女歌手
- 朱海君：臺語女歌手、第31屆金曲獎最佳台語女歌手獎
- 樓心潼：演員、歌手
- 方順吉：演員、台語歌手、第31屆金曲獎入圍最佳台語男歌手獎
- 黃浩詠：演員、戲劇指導。

## 外部連結
- 高雄市私立中華藝術學校 （页面存档备份，存于）

1. ↑  傑出校友